# Политбиро Комунистичке партије Совјетског Савеза
Политички биро Централног комитета Комунистичке партије Совјетског Савеза (рус. Полити́ческое бюро́ Центра́льного комите́та Коммунисти́ческой па́ртии Сове́тского Сою́за, скраћено: Политбуро ЦК КПСС), или Политбиро, био је највиши политички орган Централног комитета Комунистичке партије Совјетског Савеза и де факто колективно председништво СССР-а. Основана је октобра 1917, а поново основана у марту 1919, на 8. конгресу бољшевичке партије. Био је познат као Президијум од 1952. до 1966. године. Постојање Политбироа престало је 1991. распадом Совјетског Савеза.

## Историјат
Дана 18. августа 1917., највиши бољшевички вођа, Владимир Лењин, основао је политички биро – познат прво као ужи састав, а после 23. октобра 1917. као Политички биро – посебно за руковођење Октобарском револуцијом, са само седам чланова (Лењин, Лав Троцки, Григориј Зиновјев, Лав Камењев, Јосиф Стаљин, Григориј Соколников и Андреј Бубнов), али овај претходник није наџивео догађај; Централни комитет је наставио са политичким функцијама. Међутим, из практичних разлога, редовним седницама Централног комитета за то време је присуствовало обично мање од половине чланова, иако су они решавали сва кључна питања.
Осми партијски конгрес 1919. формализовао је ову реалност и поново успоставио оно што ће касније постати прави центар политичке моћи у Совјетском Савезу. Наложио је Централном комитету да именује Политбиро од пет чланова који ће одлучивати о питањима која су сувише хитна да би се чекало потпуно разматрање Централног комитета. Првобитни чланови Политбироа били су Лењин, Троцки, Стаљин, Камењев и Николај Крестински.
Совјетски систем је био заснован на систему који је замислио Лењин, који се често назива лењинизмом. Неки историчари и политиколози приписују Лењину еволуцију совјетског политичког система након његове смрти. Други, као што је Леонард Шапиро, тврде да је сам систем еволуирао од унутарпартијског демократског система до монолитног 1921. године, успостављањем Контролне комисије, забраном фракција и овлашћењем Централног комитета да избаци чланове које сматра се неквалификованим. Ова правила су примењена ради јачања партијске дисциплине. Међутим, партија је наставила под Лењином и раним постлењиновим годинама да покушава да успостави демократске процедуре унутар партије. На пример, до 1929. водећи чланови партије почели су да критикују партијски апарат, који је представљао Секретаријат на челу са Стаљином, да има превелику контролу над кадровским одлукама. Лењин се бавио таквим питањима 1923. године у својим чланцима „Како да реорганизујемо радничко-сељачки инспекторат“ и „Боље мање али боље“. У њима је Лењин писао о свом плану да комбиноване састанке Централног комитета и Контролне комисије претвори у партијски „парламент“. Комбиновани састанци ова два би сматрали Политбиро одговорним, док би у исто време чували Политбиро од фракционизма. Признајући да организационе баријере могу бити неадекватне за заштиту странке од диктатуре једног човека, Лењин је препознао важност појединаца. Његов тестамент је покушао да реши ову кризу смањењем овлашћења и Стаљина и Лава Троцког.
Иако су неки од његових савременика оптуживали Лењина за стварање диктатуре једног човека у партији, Лењин је узвратио, наводећи да он, као и сваки други, може да спроводи политику само убеђивањем партије. То се дешавало у неколико наврата, као 1917. када је запретио да ће напустити партију ако не иде уз Октобарску револуцију, када је убеђивао странку да потпише Брест-литовски мир, или увођењем Нове економске политике (НЕП). Лењин, познати фракционар пре него што су бољшевици преузели власт, подржавао је унапређење људи са којима се раније сукобљавао по важним питањима у Политбироу; Троцки и Лењин су имали неколико година насилне полемике између себе, док су Григориј Зиновјев и Лав Камењев обојица били против резолуције Централног комитета која је покренула Октобарску револуцију.
Од 1917. до средине 1920-их, конгреси су одржавани једном годишње, Централни комитет се сазивао најмање једном месечно, а Политбиро се састајао једном недељно. Са консолидацијом власти Јосифа Стаљина, учесталост формалних састанака је опала. До средине 1930-их, Централни комитет се састајао само једном месечно, а Политбиро се састајао највише једном сваке треће недеље. Политбиро је основан, и радио је у оквиру демократског централизма (то је систем у коме су виши органи одговорни нижим органима и где је сваки члан подређен партијским одлукама). Природа демократског централизма се променила до 1929. године, а слобода изражавања, која је раније била толерисана унутар партије, замењена је монолитним јединством. То је постигнуто Стаљиновим поразом ривалских фракција као што су лева опозиција и десна опозиција. Опште се верује да су за време Стаљина овлашћења Политбироа била смањена у односу на генералног секретара.